# 实打石酒
实打石酒是河北省石家莊市井陘縣威州镇出产的一种白酒，源于当地人赵议于清朝中期雇人设厂，成立的“青天龙”烧锅，至光绪初年传至赵万成时，他开始自任酒师，自此之后烧锅酒师均为赵家人，酿酒技术遂成为赵家庄村秘籍，但后因时局变迁和干旱，酒坊逐渐衰落。1950年后酒坊被国有化，后数度改制、易名。赵氏几代人均供职酒厂，但文化大革命时酒厂解散。改革开放后，赵氏后人于1997年成立私企酒厂，以祖传技艺恢复了实打石酒。实打石酒乃以高粱、小麦、玉米、大米、豌豆为主料，经传统酿造技艺酿成的兼香型白酒。